# روموالدو بالاسيوس غونزاليس
روموالدو بالاسيوس غونزاليس (بالإسبانية: Romualdo Palacio y González)‏ هو عسكري وسياسي إسباني، ولد في 8 فبراير 1827 في مالقة في إسبانيا، وتوفي في 7 سبتمبر 1907 في خيتافي في إسبانيا. انتخب Spanish governor of Puerto Rico ‏ (23 مارس 1887 – 11 نوفمبر 1887) وانتخب مدير عام الحرس المدني ‏ (30 يناير 1892 – 8 فبراير 1899) وانتخب عضو مجلس النواب الإسباني ‏ عن دائرة لاردة (1871 – 1873).